# Tiofenol
Tiofenolul sau benzentiolul este un compus organic cu formula chimică C6H5SH, fiind uneori abreviat PhSH. Este cel mai simplu tiol aromatic, este un lichid incolor și are un miros neplăcut. Este analogul fenolului, în care atomul de oxigen din grupa funcțională hidroxil este înlocuit de un atom de sulf.